# Allocormodes woodi
Allocormodes woodi är en insektsart som beskrevs av Peter Esben-Petersen 1927. 
Allocormodes woodi ingår i släktet Allocormodes och familjen fjärilsländor. Inga underarter finns listade i Catalogue of Life.